# Lista siturilor arheologice din județul Sibiu - B
Lista siturilor arheologice din județul Sibiu - B conține toate siturile arheologice din județul Sibiu înscrise în Repertoriul Arheologic Național (RAN) și aflate în localități al căror nume începe cu litera B. RAN este administrat de Ministerul Culturii și Patrimoniului Național și cuprinde date științifice, cartografice, topografice, imagini și planuri, precum și orice alte informații privitoare la zonele cu potențial arheologic, studiate sau nu, încă existente sau dispărute.
Puteți căuta un sit din localitățile care încep cu litera B folosind formularul de mai jos sau puteți naviga prin toate siturile din județ la Lista siturilor arheologice din județul Sibiu.
| Cod RAN                                    | Denumire | Localitate                     | Adresă                   | Datare                                                        | Descoperit                         | Coordonate                                              | Imagine           | Erori            |
| ------------------------------------------ | --- | ------------------------------ | ------------------------ | ------------------------------------------------------------- | ---------------------------------- | ------------------------------------------------------- | ----------------- | ---------------- |
| 144205.01.01 (Cod LMI: SB-I-m-A-11940.02)  | Situl arheologic de la Biertan / ansamblu anonim (Categorie: locuire) (Tip: Așezare rurală)                                                               | sat Biertan, comuna Biertan    |                          | sec. II - III d.Hr.                                           |                                    |                                                         | Încărcați imagine | Raportați eroare |
| 144205.01.02 (Cod LMI: SB-I-m-A-11940.01)  | Situl arheologic de la Biertan / ansamblu anonim (Categorie: locuire) (Tip: Locuire)                                                                      | sat Biertan, comuna Biertan    |                          | sec. IV d.Hr.                                                 |                                    |                                                         | Încărcați imagine | Raportați eroare |
| 144205.02.01 (Cod LMI: SB-I-s-A-11941)     | Cetatea medievală de la Biertan - "Cetate" / ansamblu anonim (Categorie: locuire civilă) (Tip: Cetate de pământ)                                          | sat Biertan, comuna Biertan    | Cetate                   | sec. XIII d.Hr.                                               |                                    |                                                         | Încărcați imagine | Raportați eroare |
| 145685.01.01 (Cod LMI: SB-I-s-A-11942)     | Așezarea din epoca romană de la Boarta - "Ochiuri" / ansamblu anonim (Categorie: locuire civilă) (Tip: Așezare)                                           | sat Boarta, comuna Șeica Mare  | Ochiuri                  | sec. II - III d.Hr.                                           | 1966                               |                                                         | Încărcați imagine | Raportați eroare |
| 145685.02.01 (Cod LMI: SB-I-m-A-11943.02)  | Situl arheologic de la Boarta - "Cetățuia" / ansamblu anonim (Categorie: locuire civilă) (Tip: Așezare)                                                   | sat Boarta, comuna Șeica Mare  | Cetățuia                 | Petrești                                                      |                                    |                                                         | Încărcați imagine | Raportați eroare |
| 145685.02.02 (Cod LMI: SB-I-m-A-11943.01)  | Situl arheologic de la Boarta - "Cetățuia" / ansamblu anonim (Categorie: locuire civilă) (Tip: Așezare)                                                   | sat Boarta, comuna Șeica Mare  | Cetățuia                 |                                                               |                                    |                                                         | Încărcați imagine | Raportați eroare |
| 145685.03.01 (Cod LMI: SB-I-s-A-11944)     | Necropola din epoca migrațiilor de la Boarta - "Șoivani" / ansamblu anonim (Categorie: descoperire funerară) (Tip: Necropolă birituală)                   | sat Boarta, comuna Șeica Mare  | Șoivani                  | sec. VI - VII d.Hr.                                           | Între cele două războaie mondiale. |                                                         | Încărcați imagine | Raportați eroare |
| 145248.01.01 (Cod LMI: SB-I-s-A-11945)     | Așezarea Latene de la Bogatu Român / ansamblu anonim (Categorie: locuire civilă) (Tip: Așezare)                                                           | sat Bogatu Roman, comuna Păuca |                          | geto-dacică                                                   |                                    |                                                         | Încărcați imagine | Raportați eroare |
| 145845.01.01 (Cod LMI: SB-I-m-A-11946.01)  | Situl arheologic din epoca romană de la Boița - "Rudele" / ansamblu anonim (Categorie: locuire) (Tip: Castellum)                                          | sat Boița, comuna Boița        | Rudele                   | sec. II d.Hr.                                                 |                                    |                                                         | Încărcați imagine | Raportați eroare |
| 145845.01.02 (Cod LMI: SB-I-m-A-11946.02)  | Situl arheologic din epoca romană de la Boița - "Rudele" / ansamblu anonim (Categorie: locuire) (Tip: Construcție)                                        | sat Boița, comuna Boița        | Rudele                   | sec. II d.Hr.                                                 |                                    |                                                         | Încărcați imagine | Raportați eroare |
| 144072.01.01 (Cod LMI: SB-I-s-A-11948)     | Așezarea neolitică de la Bradu - "Poiana cu șopruri" / ansamblu anonim (Categorie: locuire civilă) (Tip: Așezare)                                         | sat Bradu, oraș Avrig          | Poiana cu șopruri        |                                                               |                                    |                                                         | Încărcați imagine | Raportați eroare |
| 144072.02.01 (Cod LMI: SB-I-s-B-11949)     | Așezarea din epoca bronzului de la Bradu / ansamblu anonim (Categorie: locuire civilă) (Tip: Așezare)                                                     | sat Bradu, oraș Avrig          |                          |                                                               |                                    |                                                         | Încărcați imagine | Raportați eroare |
| 144385.02.02 (Cod LMI: SB-I-s-B-11951)     | Necropola din epoca romană de la Brădeni - "Dealul Bradului" / ansamblu anonim (Categorie: descoperire funerară) (Tip: Necropolă tumulară de incinerație) | sat Brădeni, comuna Brădeni    | Dealul Bradului          | sec. II - III d.Hr.                                           |                                    |                                                         | Încărcați imagine | Raportați eroare |
| 144385.02.01 (Cod LMI: SB-I-s-B-11951)     | Necropola din epoca romană de la Brădeni - "Dealul Bradului" / ansamblu anonim (Categorie: descoperire funerară) (Tip: Așezare)                           | sat Brădeni, comuna Brădeni    | Dealul Bradului          |                                                               |                                    |                                                         | Încărcați imagine | Raportați eroare |
| 145694.01.01 (Cod LMI: SB-I-s-B-11952)     | Așezarea Latene de la Buia / ansamblu anonim (Categorie: locuire civilă) (Tip: Așezare)                                                                   | sat Buia, comuna Șeica Mare    |                          | geto-dacică                                                   |                                    |                                                         | Încărcați imagine | Raportați eroare |
| 144161.01.01                               | Așezarea neolitică de la Bazna / ansamblu anonim (Categorie: locuire civilă) (Tip: Așezare)                                                               | sat Bazna, comuna Bazna        |                          | Petrești                                                      |                                    |                                                         | Încărcați imagine | Raportați eroare |
| 144241.01                                  | Topor eneolitic de la Bârghiș (Categorie: descoperire izolată) (Tip: obiect izolat)                                                                       | sat Bârghiș, comuna Bârghiș    |                          |                                                               |                                    |                                                         | Încărcați imagine | Raportați eroare |
| 145248.02.01                               | Situl arheologic de la Bogatu Român - "La Doguri" / ansamblu anonim (Categorie: locuire civilă) (Tip: Așezare)                                            | sat Bogatu Roman, comuna Păuca | La Doguri                | Petrești                                                      | 1966                               |                                                         | Încărcați imagine | Raportați eroare |
| 145248.02.02                               | Situl arheologic de la Bogatu Român - "La Doguri" / ansamblu anonim (Categorie: locuire civilă) (Tip: Așezare)                                            | sat Bogatu Roman, comuna Păuca | La Doguri                | Precucuteni                                                   | 1966                               |                                                         | Încărcați imagine | Raportați eroare |
| 144161.02.01 (Cod LMI: SB-II-m-A-12324.02) | Ansamblul bisericii evanghelice fortificate de la Bazna / ansamblu anonim (Categorie: locuire) (Tip: Cetate sătească)                                     | sat Bazna, comuna Bazna        | str. Vlaicu Aurel 2      | sec. XV - înc. sec. XVI; reparată 1911; 1966, refacere ziduri |                                    |                                                         | Încărcați imagine | Raportați eroare |
| 144161.02.02 (Cod LMI: SB-II-m-A-12324.01) | Ansamblul bisericii evanghelice fortificate de la Bazna / ansamblu Biserica fortificată (Categorie: locuire) (Tip: Biserică)                              | sat Bazna, comuna Bazna        | str. Vlaicu Aurel 2      | mijl. sec. XV - XVI                                           |                                    |                                                         | Încărcați imagine | Raportați eroare |
| 144205.03.01 (Cod LMI: SB-II-m-A-12328.03) | Ansamblul bisericii evanghelice fortificate de la Biertan / ansamblu anonim (Categorie: locuire) (Tip: Incinta fortificată)                               | sat Biertan, comuna Biertan    | Piața 1 Decembrie 1918 2 | sec. XVI                                                      |                                    |                                                         | Încărcați imagine | Raportați eroare |
| 144205.03.02 (Cod LMI: SB-II-m-A-12328.01) | Ansamblul bisericii evanghelice fortificate de la Biertan / ansamblu anonim (Categorie: locuire) (Tip: Biserică)                                          | sat Biertan, comuna Biertan    | Piața 1 Decembrie 1918 2 | 1490 - 1516                                                   |                                    |                                                         | Încărcați imagine | Raportați eroare |
| 144205.03.03 (Cod LMI: SB-II-m-A-12328.02) | Ansamblul bisericii evanghelice fortificate de la Biertan / ansamblu anonim (Categorie: locuire) (Tip: Incinta fortificată)                               | sat Biertan, comuna Biertan    | Piața 1 Decembrie 1918 2 | sec. XV d.Hr.                                                 |                                    |                                                         | Încărcați imagine | Raportați eroare |
| 145685.04.01 (Cod LMI: SB-II-m-B-12332)    | Castelul Tobias de la Boarta / ansamblu anonim (Categorie: construcție) (Tip: Castel)                                                                     | sat Boarta, comuna Șeica Mare  | 158                      | sec. al XVIII-lea                                             |                                    | 46°00′25″N 24°11′50″E / 46.00697°N 24.197182°E          | Încărcați imagine | Raportați eroare |
| 144170.01.01 (Cod LMI: SB-II-m-A-12333.01) | Ansamblul bisericii evanghelice fortificate de la Boian / ansamblu Biserică evanghelică fortificată (Categorie: fortificație) (Tip: Biserică)             | sat Boian, comuna Bazna        | 69                       | înc. sec. XV, 1506, 1518                                      |                                    | 46°12′05″N 24°13′43″E / 46.2013888889°N 24.2286111111°E | Încărcați imagine | Raportați eroare |
| 144170.01.02 (Cod LMI: SB-II-m-A-12333.02) | Ansamblul bisericii evanghelice fortificate de la Boian / ansamblu anonim (Categorie: fortificație) (Tip: Incinta fortificată)                            | sat Boian, comuna Bazna        | 69                       | sf. sec. XV                                                   |                                    |                                                         | Încărcați imagine | Raportați eroare |
| 145845.04.01 (Cod LMI: SB-II-m-A-12337)    | Castelul Turnu Roșu de la Boița / ansamblu anonim (Categorie: construcție) (Tip: Castel)                                                                  | sat Boița, comuna Boița        | str. Traian 342          | sec. al XV-lea d.Hr.                                          |                                    | 45°37′40″N 24°15′38″E / 45.627649°N 24.260685°E         | Încărcați imagine | Raportați eroare |
| 144358.02.01 (Cod LMI: SB-II-m-A-12339.02) | Ansamblul bisericii evanghelice fortificate de la Brateiu / ansamblu anonim (Categorie: fortificație) (Tip: Cetate sătească)                              | sat Brateiu, comuna Brateiu    | 33                       | sec. XIV - XVI d.Hr.                                          |                                    |                                                         | Încărcați imagine | Raportați eroare |
| 144358.02.02 (Cod LMI: SB-II-m-A-12339.01) | Ansamblul bisericii evanghelice fortificate de la Brateiu / ansamblu Biserica fortificată (Categorie: fortificație) (Tip: Biserică)                       | sat Brateiu, comuna Brateiu    | 33                       | sec. XIV - XVI, transf. sec. XVIII                            |                                    |                                                         | Încărcați imagine | Raportați eroare |
| 144385.01.01 (Cod LMI: SB-II-m-A-12340.02) | Ansamblul bisericii evanghelice fortificate de la Brădeni / ansamblu Cetatea sătească (Categorie: fortificație) (Tip: cetate)                             | sat Brădeni, comuna Brădeni    | 117                      | 1476 - 1507                                                   |                                    |                                                         | Încărcați imagine | Raportați eroare |
| 144385.01.02 (Cod LMI: SB-II-m-A-12340.01) | Ansamblul bisericii evanghelice fortificate de la Brădeni / ansamblu Biserica fortificată - fost Steiendorf (Categorie: fortificație) (Tip: Biserică)     | sat Brădeni, comuna Brădeni    | 117                      | 1476 - 1507                                                   |                                    |                                                         | Încărcați imagine | Raportați eroare |
| 144429.01.01 (Cod LMI: SB-II-m-A-12341.01) | Ansamblul bisericii evanghelice de la Bruiu / ansamblu anonim (Categorie: locuire) (Tip: Biserică)                                                        | sat Bruiu, comuna Bruiu        | 241                      | sf. sec. XIII; extinderi sec. XIX                             |                                    |                                                         | Încărcați imagine | Raportați eroare |
| 144429.01.02 (Cod LMI: SB-II-m-A-12341.02) | Ansamblul bisericii evanghelice de la Bruiu / ansamblu anonim (Categorie: locuire) (Tip: Cetate sătească)                                                 | sat Bruiu, comuna Bruiu        | 241                      | sf. sec. XV - XVI; extinderi sec. XIX                         |                                    |                                                         | Încărcați imagine | Raportați eroare |
| 145694.02.01 (Cod LMI: SB-II-m-B-12343)    | Biserica medievală de la Buia / ansamblu anonim (Categorie: structură de cult/religioasă) (Tip: Biserică)                                                 | sat Buia, comuna Șeica Mare    | 112                      | sec.al XV-lea d.Hr.                                           |                                    |                                                         | Încărcați imagine | Raportați eroare |
| 145694.02.02 (Cod LMI: SB-II-m-B-12343)    | Biserica medievală de la Buia / ansamblu anonim (Categorie: structură de cult/religioasă) (Tip: Turn)                                                     | sat Buia, comuna Șeica Mare    | 112                      | 1786                                                          |                                    |                                                         | Încărcați imagine | Raportați eroare |
| 145694.03.01 (Cod LMI: SB-II-m-A-12342)    | Castelul familiei Bolyai de la Buia / ansamblu anonim (Categorie: locuire) (Tip: Castel)                                                                  | sat Buia, comuna Șeica Mare    |                          | sec. XVI-XVII d.Hr.                                           |                                    | 45°58′42″N 24°16′46″E / 45.978266°N 24.279524°E         | Încărcați imagine | Raportați eroare |
| 145694.03.02 (Cod LMI: SB-II-m-A-12342)    | Castelul familiei Bolyai de la Buia / ansamblu anonim (Categorie: locuire) (Tip: Ruină zid incintă)                                                       | sat Buia, comuna Șeica Mare    |                          | sec. XVI-XVII d.Hr.                                           |                                    | 45°58′42″N 24°16′46″E / 45.978266°N 24.279524°E         | Încărcați imagine | Raportați eroare |
| 144367.01.01 (Cod LMI: SB-II-m-A-12345.02) | Ansamblul bisericii evanghelice fortificate de la Buzd / ansamblu anonim (Categorie: fortificație) (Tip: Incinta fortificată)                             | sat Buzd, comuna Brateiu       | 1                        | sf. sec. XVI                                                  |                                    |                                                         | Încărcați imagine | Raportați eroare |
| 144367.01.02 (Cod LMI: SB-II-m-A-12345.01) | Ansamblul bisericii evanghelice fortificate de la Buzd / ansamblu Biserica fortificată fostă "Sf. Maria" (Categorie: fortificație) (Tip: Biserică)        | sat Buzd, comuna Brateiu       | 1                        | înc.sec. XV: fortificată înc. sec. XVI                        |                                    |                                                         | Încărcați imagine | Raportați eroare |
| 144358.03.01                               | Cimitirul hallsttian de la Brateiu - "La Zăvoi" / ansamblu anonim (Categorie: descoperire funerară) (Tip: Cimitir)                                        | sat Brateiu, comuna Brateiu    | La Zăvoi                 | Hallstatt                                                     | 1958                               |                                                         | Încărcați imagine | Raportați eroare |
| 144358.03.02                               | Cimitirul hallsttian de la Brateiu - "La Zăvoi" / ansamblu anonim (Categorie: descoperire funerară) (Tip: Cimitir)                                        | sat Brateiu, comuna Brateiu    | La Zăvoi                 | daco-romană sec. IV-V d.Hr.                                   | 1958                               |                                                         | Încărcați imagine | Raportați eroare |
| 144358.03.03                               | Cimitirul hallsttian de la Brateiu - "La Zăvoi" / ansamblu anonim (Categorie: descoperire funerară) (Tip: așezare)                                        | sat Brateiu, comuna Brateiu    | La Zăvoi                 | sec. IV-VI                                                    | 1958                               |                                                         | Încărcați imagine | Raportați eroare |
| 144358.03.04                               | Cimitirul hallsttian de la Brateiu - "La Zăvoi" / ansamblu anonim (Categorie: descoperire funerară) (Tip: Locuire)                                        | sat Brateiu, comuna Brateiu    | La Zăvoi                 | cca sec. XII-XIII d.Hr.                                       | 1958                               |                                                         | Încărcați imagine | Raportați eroare |
| 144429.02.01                               | Mormântul de epocă daco-romană de la Bruiu - "Boltner" / ansamblu anonim (Categorie: descoperire funerară) (Tip: Mormânt de incinerație)                  | sat Bruiu, comuna Bruiu        | Boltner                  | sec. III d.Hr.                                                | 1883                               |                                                         | Încărcați imagine | Raportați eroare |
| 144358.01.01                               | Situl arheologic de la Brateiu - La E de sat / ansamblu anonim (Categorie: locuire civilă) (Tip: Așezare)                                                 | sat Brateiu, comuna Brateiu    | La E de sat              | Petrești                                                      |                                    |                                                         | Încărcați imagine | Raportați eroare |
| 144358.01.02 (Cod LMI: SB-I-m-A-11950.05)  | Situl arheologic de la Brateiu - La E de sat / ansamblu anonim (Categorie: locuire civilă) (Tip: Așezare)                                                 | sat Brateiu, comuna Brateiu    | La E de sat              | geto-dacică                                                   |                                    |                                                         | Încărcați imagine | Raportați eroare |
| 144358.01.03 (Cod LMI: SB-I-m-A-11950.04)  | Situl arheologic de la Brateiu - La E de sat / ansamblu anonim (Categorie: locuire civilă) (Tip: Așezare)                                                 | sat Brateiu, comuna Brateiu    | La E de sat              |                                                               |                                    |                                                         | Încărcați imagine | Raportați eroare |
| 144358.01.04 (Cod LMI: SB-I-m-A-11950.03)  | Situl arheologic de la Brateiu - La E de sat / ansamblu anonim (Categorie: locuire civilă) (Tip: Așezare)                                                 | sat Brateiu, comuna Brateiu    | La E de sat              | sec. IV - VI d.Hr.                                            |                                    |                                                         | Încărcați imagine | Raportați eroare |
| 144358.01.05 (Cod LMI: SB-I-m-A-11950.02)  | Situl arheologic de la Brateiu - La E de sat / ansamblu anonim (Categorie: locuire civilă) (Tip: Așezare)                                                 | sat Brateiu, comuna Brateiu    | La E de sat              | sec. VI - VIII d.Hr.                                          |                                    |                                                         | Încărcați imagine | Raportați eroare |
| 144358.01.06 (Cod LMI: SB-I-m-A-11950.01)  | Situl arheologic de la Brateiu - La E de sat / ansamblu anonim (Categorie: locuire civilă) (Tip: Așezare)                                                 | sat Brateiu, comuna Brateiu    | La E de sat              | sec. XII - XIII d.Hr.                                         |                                    |                                                         | Încărcați imagine | Raportați eroare |
| 145845.02.01                               | Fortificația medievală de la Boița - "Turnul Spart" / ansamblu Ruinele Turnului Spart (Categorie: fortificație) (Tip: Fortificație)                       | sat Boița, comuna Boița        | Turnu Spart              | sec. al XII-lea d.Hr.                                         |                                    |                                                         | Încărcați imagine | Raportați eroare |